# Jennifer S. Uglow
Jennifer Sheila Uglow OBE FRSL (Crowther,  nascido em 1947) é um biógrafo, historiador, crítico e editor inglês. Foi diretora editorial da Chatto &amp; Windus . Ela escreveu biografias aclamadas pela crítica de Elizabeth Gaskell, William Hogarth, Thomas Bewick e Edward Lear, e uma história e biografia conjunta da Lunar Society, entre outros, e também compilou The Macmillan Dictionary of Women's Biography .
Ela ganhou o James Tait Black Memorial Prize de 2002 e o Hessell-Tiltman Prize de 2003 por The Lunar Men: The Friends who Made the Future 1730–1810, e seus trabalhos foram indicados duas vezes para o Whitbread Prize . Ela é ex-presidente da Alliance of Literary Societies e também presidiu o Conselho da Royal Society of Literature .

## Prêmios e honras
The Lunar Men: The Friends Who Made the Future 1730–1810 ganhou o James Tait Black Memorial Prize de biografia (2002) e o Hessell-Tiltman Prize de história do International PEN (2003). Suas biografias Elizabeth Gaskell: A Habit of Stories e Hogarth: A Life and a World foram indicadas para o Prêmio Whitbread de biografia, e vários de seus livros alcançaram a lista final ou longa do Prêmio Samuel Johnson de Não-ficção. De acordo com a instituição de caridade Booktrust, Nature's Engraver: A Life of Thomas Bewick foi a obra de não ficção mais frequentemente selecionada como "livro do ano" pelos críticos em 2006. In These Times, seu estudo sobre a frente doméstica durante as Guerras Napoleônicas, foi selecionado para o Prêmio Duff Cooper em 2014.
Uglow é membro da Royal Society of Literature. Ela é ex-presidente de seu Conselho,  e a partir de 2017, atua como uma de suas vice-presidentes. Ela foi premiada com a Medalha Benson da sociedade em 2012. Ela recebeu diplomas honorários da University of Birmingham, University of Kent, Staffordshire University e Birmingham City University. Em 2008, ela foi premiada com o OBE por serviços prestados à literatura e publicação.  Em 2010, ela sucedeu Aeronwy Thomas como presidente da Alliance of Literary Societies.
Para o Sr. Lear, Uglow foi premiado com o Prêmio Hawthornden em 2018.